# At It Again!
At It Again! è un album in studio del gruppo musicale irlandese The Dubliners, pubblicato nel 1968.

## Tracce
Lato A
1. Seven Deadly Sins – 2:43 (Jim McLean)
2. Net Hauling Song – 2:13 (Ewan MacColl)
3. Nancy Whiskey – 2:38 (Brano raccolto da Ewan MacColl)
4. Many Young Men of Twenty – 2:24 (John B. Keane)
5. Instrumental Medley – 2:02 (Tradizionale; arrangiamenti The Dubliners)
6. Molly Bawn – 3:13 (Tradizionale; arrangiamento The Dubliners)
7. The Dundee Weaver – 1:27 (Brano raccolto da Coll Jeffrey)

Durata totale: 16:40
Lato B
1. The Irish Navy – 2:27 (Ronnie Drew, Luke Kelly)
2. Tibby Dunbar – 1:47 (Robert Burns; arrangiamento Jim McLean)
3. The Inniskillen Dragoons – 3:42 (Tradizionale; arrangiamento The Dubliners)
4. Instrumental Medley – 1:58 (Tradizionale; arrangiamento The Dubliners)
5. I Wish I Were Back in Liverpool – 4:01 (Stan Kelly, Leon Rosselson)
6. Darby O'Leary – 2:40 (Tradizionale; arrangiamento Jim McLean)
7. Go to Sea No More – 4:07 (Brano raccolto da Halliday)

Durata totale: 20:42

## Formazione
- Ronnie Drew - voce, chitarra
- Luke Kelly - voce, banjo a 5 corde
- Barney McKenna - banjo tenore, mandolino
- Ciarán Bourke - tin whistle, armonica, chitarra, voce
- John Sheahan - fiddle, tin whistle, mandolino[1]